# ベイビー・アイ・メイク・ア・モーション
「ベイビー・アイ・メイク・ア・モーション」は、1979年6月5日に発売されたレイジーの8枚目のシングル。

## 解説
A面は加瀬邦彦、B面は浜田金吾と、両面に当時のヒットメーカーを起用したシングル。なお、B面の「好きさ、好きさ、好きさ」は、アルバム『Rock Diamond』からのシングルカット。アルバム『Rock Diamond』は全10曲中8曲をメンバー自身が作曲しているが、メンバー以外の作曲家が手掛けた本楽曲がシングル化されることになった。
なお、プロモーション映像の撮影中に影山ヒロノブが右足首を複雑骨折、入院するというアクシデントが発生している。

## 収録曲
1. ベイビー・アイ・メイク・ア・モーション [03:58]
作詞：岩沢律／作曲：加瀬邦彦／編曲：渡辺茂樹
2. 好きさ、好きさ、好きさ [04:03]
作詞：小林和子／作曲：浜田金吾／編曲：井上鑑